# راي بي. تشيس
راي بي. تشيس هو محامي وصحفي وسياسي أمريكي، ولد في 12 مارس 1880 في مقاطعة أنوكا في الولايات المتحدة، وتوفي في 18 سبتمبر 1948 في أنوكا في الولايات المتحدة. نشط حزبياً في الحزب الجمهوري لمينيسوتا ‏ والحزب الجمهوري. وقد انتخب عضو مجلس النواب الأمريكي ‏.